# Laufach
Laufach è un comune tedesco di 5 277 abitanti, situato nel land della Baviera.